# Kossi Agassa
Kossi Agassa (Lomé, 2 luglio 1978) è un ex calciatore togolese, di ruolo portiere.

## Carriera
Era il portiere titolare del Togo ai Mondiali del 2006, Agassa ha disputato tutte e 3 le partite della sua squadra subendo 6 gol e venendo eliminato alla fase a gironi.
Con la sua nazionale ha preso parte e 6 edizioni della Coppa d'Africa.

## Palmarès

### Club

#### Competizioni nazionali
- Coppa della Costa d'Avorio: 1

Africa Sports: 2001-2002